# Euclides da Lomba
Euclides de Barros da Lomba (Cabinda, 18 de fevereiro de 1966), mais conhecido por Euclides da Lomba, é um cantor e compositor angolano e uma das vozes mais emblemáticas da kizomba angolana.
Irmão caçula de oito meninas, das quais se destaca a sua irmã Raquel da Lomba, atriz e empresária. Em várias entrevistas, Euclides revelou que sempre sonhou em ser Engenheiro Agrónomo e que até hoje alimenta esse sonho.
Começou sua carreira como trovador, em 1984, em Cuba, país onde fez a formação académica em música.
Estreou-se no mercado com o disco "Livre Serás", 1998, tendo lançado ainda as obras "Desejo Malandro", "Recado no Semba" e o "País que Venero".
Seu estilo musical é caraterizado pela junção de ritmos tradicionais angolanos com influências modernas, resultando numa sonoridade ímpar. Suas músicas geralmente falam sobre amor, com uma estética poética bastante envolvente.
Para além de ter uma carreira musical bastante emblemática, Euclides da Lomba foi subdiretor do IMNE Cabinda, Diretor do PUNIV Cabinda, Diretor Nacional da Cultura, Secretário provincial da Cultura de Cabinda e já foi adido Cultural da Embaixada de Angola na Itália.
Vida Pessoal
Euclides da Lomba é licenciado em Pedagogia, especialidade em Educação Musical pelo Instituto Superior Pedagógico Enrique José Varona de Cuba. Em alguns momentos, assumiu que a educação é uma das suas principais paixões.
Vive maritalmente há 30 anos com Maria Antónia Moura Mingas, que resultou no nascimento de 5 filhos: Isabel, Job, Egídio, Daira e Euclides Júnior (falecido).

### Discografia
- Livre Serás
- Desejo Malandro
- Recado no Semba
- 3 em 1
- País que eu Venero

Em 2022 celebrou 38 anos de carreira, com shows em Luanda e Lisboa.
1. ↑  «PressReader.com - Réplicas de Jornais de Todo o Mundo». www.pressreader.com. Consultado em 20 de março de 2025
2. ↑  «″Queria ser engenheiro agrónomo, no fundo ainda alimento esta realização″». Expansão. 28 de fevereiro de 2022. Consultado em 20 de março de 2025
3. ↑  «PressReader.com - Réplicas de Jornais de Todo o Mundo». www.pressreader.com. Consultado em 20 de março de 2025
4. ↑  «Edicoes Novembro». edicoesnovembro.pressreader.com. Consultado em 20 de março de 2025
5. ↑  carvalho, vanda de. «Euclides da Lomba diz que músicos devem apostar na profissionalização». www.radioecclesia.org. Consultado em 20 de março de 2025
6. ↑  Redacção (14 de abril de 2024). «"Biografia": Euclides da Lomba - Angola». giraNoticias. Consultado em 20 de março de 2025
7. ↑  Press, Angop-Agência Angola (4 de maio de 2022). «Euclides da Lomba actua em Lisboa pelos 38 anos…». ANGOP. Consultado em 20 de março de 2025